# Fade to Black
Fade to Black is een nummer van metalband Metallica, dat in 1984 verscheen op hun album Ride The Lightning. Het is de eerste ballad van de band. Het nummer gaat over een ik-persoon die het leven niet meer ziet zitten en zelfmoord wil plegen. Vanwege het zelfmoordthema kwam het nummer in opspraak.
Het nummer werd geschreven door zanger/gitarist James Hetfield.
Het nummer wordt ingeleid door een gevoelige gitaarsolo. De zang van Hetfield wisselt af van rustig tot uitbundig. Het nummer wordt afgesloten met een gitaarsolo.

## NPO Radio 2 Top 2000
| Nummer met noteringen in de NPO Radio 2 Top 2000 | '15  | '16 | '17 | '18 | '19 | '20 | '21 | '22 | '23 | '24 |
| ------------------------------------------------ | ---- | --- | --- | --- | --- | --- | --- | --- | --- | --- |
| Fade to Black                                    | 1672 | 286 | 293 | 272 | 241 | 279 | 260 | 216 | 238 | 227 |

1. ↑  Een vetgedrukt getal geeft de hoogste notering aan.
2. ↑  2015 was het eerste jaar met een notering voor dit nummer.